# 이치노세키시
이치노세키시(일본어: 一関市)는 일본 이와테현 남단에 있는 시이다. 2005년 9월 20일에 7개 시정촌이 대등 합병하여 생겨난 것이 현재의 이치노세키시이다.
이치노세키시의 유수지에 있는 도호쿠 신칸센의 철교(제1 기타카미강 교량)는 일본의 철도 교량 중에서 제일 길며, 세계에서도 상위권에 들어간다.

## 지리
미야기현 및 아키타현과 접하며 도쿄에서 약 450km 떨어진 위치에 있다. 이는 도쿄에서 시가현 마이바라시와 거의 같은 거리에 해당한다.

## 역사
무로마치 시대에 이치노세키는 이와테현 남부를 지배하던 가사이씨 영토의 일부였지만 미야기현 북부를 지배하던 오사키씨의 국경과 인접하여 가사이씨와 오사키씨의 분쟁이 벌어진 곳이었다.
센고쿠 시대 말기에 가사이씨와 오사키씨의 영토는 모두 다테씨가 차지하게 되었다. 세키가하라 전투 이후 다테 마사무네가 센다이성을 축성하고 센다이번을 만들면서 이치노세키는 여기에 속하게 되었다.
1660년에 센다이번의 3대 번주 다테 쓰나무네의 숙부 다테 무네카쓰는 3만 석의 영지를 받아 이치노세키에 이치노세키번이 성립하였다. 다테 소동으로 다테 무네카쓰가 실각하면서 이치노세키번 영지는 센다이번에 몰수되었다가 1682년에 다무라 다쓰아키가 이치노세키 영지로 이봉되면서 재성립하였다. 이후 다무라씨의 지배가 에도 막부 말기까지 계속되었다.
- 1871년 - 폐번치현으로 이치노세키번이 이치노세키현이 되었다. 이후 미야기현에 편입되었다.
- 1889년 4월 1일 - 정촌제 시행으로 니시이와이군 이치노세키정, 야마노메촌, 나카사토촌, 마타키촌, 야사카촌, 겐비촌, 하기쇼촌, 히가시이와이군 마이카와촌이 성립하였다.
- 1948년 1월 1일 - 야마노메촌이 정으로 승격해 니시와이군 야마노메정이 되었다.
- 1948년 4월 1일 - 이치노세키정, 야마노메정, 나카사토촌, 마타키촌이 합병해 이치노세키시가 되었다.
- 1955년 1월 1일 - 구 이치노세키시, 겐비촌, 하기쇼촌, 마이카와촌, 야사카에촌이 합병해 새로운 이치노세키시가 되었다.
- 2005년 9월 20일 - 구 이치노세키시와 니시이와이군 하나이즈미정, 히가시이와이군 다이토정, 센마야정, 히가가시야마정, 무로네촌, 가와사키촌이 합병해 새로운 이치노세키시가 되었다.

## 교통

### 철도
- 동일본 여객철도
  - 도호쿠 신칸센
  - 도호쿠 본선
  - 오후나토선

### 도로
- 도호쿠 자동차도
- 국도 4호선
- 국도 284호선
- 국도 342호선
- 국도 343호선
- 국도 456호선
- 국도 457호선

## 인구
| 연도 | 인구    | ±%     |
| ---- | ------- | ------ |
| 1920 | 118,556 | —      |
| 1930 | 131,447 | +10.9% |
| 1940 | 135,612 | +3.2%  |
| 1950 | 170,515 | +25.7% |
| 1960 | 168,768 | −1.0%  |
| 1970 | 150,366 | −10.9% |
| 1980 | 147,465 | −1.9%  |
| 1990 | 144,896 | −1.7%  |
| 2000 | 140,825 | −2.8%  |
| 2010 | 127,642 | −9.4%  |

## 기후
| 이치노세키시의 기후                                          | 이치노세키시의 기후 | 이치노세키시의 기후 | 이치노세키시의 기후 | 이치노세키시의 기후 | 이치노세키시의 기후 | 이치노세키시의 기후 | 이치노세키시의 기후 | 이치노세키시의 기후 | 이치노세키시의 기후 | 이치노세키시의 기후 | 이치노세키시의 기후 | 이치노세키시의 기후 | 이치노세키시의 기후 |
| 월                                                           | 1월                 | 2월                 | 3월                 | 4월                 | 5월                 | 6월                 | 7월                 | 8월                 | 9월                 | 10월                | 11월                | 12월                | 연간                |
| ------------------------------------------------------------ | ------------------- | ------------------- | ------------------- | ------------------- | ------------------- | ------------------- | ------------------- | ------------------- | ------------------- | ------------------- | ------------------- | ------------------- | ------------------- |
| 역대 최고 기온 °C (°F)                                       | 13.6 (56.5)         | 17.3 (63.1)         | 23.9 (75.0)         | 31.4 (88.5)         | 33.8 (92.8)         | 34.5 (94.1)         | 38.0 (100.4)        | 38.2 (100.8)        | 35.3 (95.5)         | 29.1 (84.4)         | 22.5 (72.5)         | 21.4 (70.5)         | 38.2 (100.8)        |
| 일평균 최고 기온 °C (°F)                                     | 3.8 (38.8)          | 5.1 (41.2)          | 9.5 (49.1)          | 16.0 (60.8)         | 21.5 (70.7)         | 24.7 (76.5)         | 27.9 (82.2)         | 29.3 (84.7)         | 25.3 (77.5)         | 19.3 (66.7)         | 12.7 (54.9)         | 6.1 (43.0)          | 16.8 (62.2)         |
| 일일 평균 기온 °C (°F)                                       | −0.1 (31.8)         | 0.6 (33.1)          | 4.1 (39.4)          | 9.8 (49.6)          | 15.4 (59.7)         | 19.4 (66.9)         | 23.0 (73.4)         | 24.2 (75.6)         | 20.4 (68.7)         | 14.0 (57.2)         | 7.6 (45.7)          | 2.1 (35.8)          | 11.7 (53.1)         |
| 일평균 최저 기온 °C (°F)                                     | −3.6 (25.5)         | −3.3 (26.1)         | −0.8 (30.6)         | 4.0 (39.2)          | 10.1 (50.2)         | 15.2 (59.4)         | 19.4 (66.9)         | 20.6 (69.1)         | 16.5 (61.7)         | 9.5 (49.1)          | 3.0 (37.4)          | −1.4 (29.5)         | 7.4 (45.4)          |
| 역대 최저 기온 °C (°F)                                       | −14.4 (6.1)         | −15.2 (4.6)         | −10.3 (13.5)        | −4.6 (23.7)         | 1.0 (33.8)          | 5.3 (41.5)          | 6.3 (43.3)          | 11.6 (52.9)         | 6.0 (42.8)          | −0.9 (30.4)         | −7.3 (18.9)         | −12.6 (9.3)         | −15.2 (4.6)         |
| 평균 강수량 mm (인치)                                        | 46.5 (1.83)         | 40.1 (1.58)         | 76.1 (3.00)         | 86.6 (3.41)         | 107.5 (4.23)        | 121.8 (4.80)        | 181.1 (7.13)        | 161.9 (6.37)        | 156.3 (6.15)        | 118.6 (4.67)        | 68.2 (2.69)         | 58.7 (2.31)         | 1,211.6 (47.70)     |
| 평균 강설량 cm (인치)                                        | 57 (22)             | 52 (20)             | 15 (5.9)            | 2 (0.8)             | 0 (0)               | 0 (0)               | 0 (0)               | 0 (0)               | 0 (0)               | 0 (0)               | 3 (1.2)             | 40 (16)             | 166 (65)            |
| 평균 강우일수                                                | 9.7                 | 8.7                 | 9.6                 | 9.0                 | 10.0                | 10.1                | 13.0                | 11.6                | 11.1                | 9.7                 | 8.9                 | 10.6                | 122                 |
| 평균 강설일수                                                | 7.2                 | 6.1                 | 1.8                 | 0.3                 | 0                   | 0                   | 0                   | 0                   | 0                   | 0                   | 0.2                 | 4.4                 | 20                  |
| 평균 월간 일조시간                                           | 115.6               | 124.4               | 163.0               | 178.0               | 183.8               | 138.3               | 117.7               | 132.6               | 117.7               | 131.9               | 125.5               | 108.7               | 1,643.5             |
| 출처: 일본 기상청 (평년값: 1991년~2020년, 극값: 1976년~현재) |                     |                     |                     |                     |                     |                     |                     |                     |                     |                     |                     |                     |                     |

## 자매 도시
- 일본 후쿠시마현 다무라군 미하루정
- 대한민국 강원특별자치도 강릉시
- 일본 사이타마현 요시카와시
- 일본 미야기현 게센누마시